# فرانك جونسون غودناو
فرانك جونسون غودناو (بالإنجليزية: Frank Johnson Goodnow)‏ هو مؤرخ وأستاذ جامعي أمريكي، ولد في 18 يناير 1859 في بروكلين في الولايات المتحدة، وتوفي في 15 نوفمبر 1939.

## وصلات خارجية
- فرانك جونسون غودناو على موقع الموسوعة البريطانية (الإنجليزية)